# Kooiplaats
Kooiplaats est un hameau situé dans la commune néerlandaise d'Ameland, sur l'île du même nom, faisant partie de la province de la Frise. Kooiplaats est situé sur la partie orientale de l'île.